# Найповільніший поїзд
«Найповільніший поїзд» — радянський художній фільм 1963 року режисерів Валерія Ускова і Володимира Краснопольського за сценарієм Юрія Нагібіна.

## Сюжет
Весна 1943 року. Йде Велика Вітчизняна війна. Зі звільненого міста вирушає військовий ешелон — в ньому везуть військовополонених в тил. До нього підчіплюють спеціальний вагон з дивізійною друкарнею і фронтовим кореспондентом капітаном Сергєєвим. Він припускав, що поїде один, але поступово вагон наповнюється непрошеними попутниками. З'являється поранений солдат з дівчинкою, потім вагітна жінка з подругою, два партробітника, актриса, а потім й інші. Кореспонденту доводиться з цим миритися, виганяти з вагона він нікого не може і не хоче, тому що всякий по-своєму страждав від війни. Виганяють тільки старого-мішочника, який виявився таким жадібним до наживи, що приїхав з Сибіру, з Тобола, в прифронтову смугу для торгівлі. Вагітна жінка народжує в дорозі дівчинку, її називають Олена. Потяг прибуває в кінцеву точку свого шляху, до Борисоглібська. Через 20 років кореспондент зустрічає цю дівчинку і привозить до того місця, де вперше побачив її матір і загибель її батька.

## У ролях
- Павло Кадочников —  кореспондент
- Нонна Терентьєва —  Олена
- Зінаїда Кирієнко —  Ніна Іванівна
- Анатолій Барчук —  тато Коля
- Марина Бурова —  дівчинка
- Алла Суркова —  кондукторка
- Олександр Матковський —  людина, яка все втратила
- Валентина Владимирова —  тітка Паша
- Людмила Шагалова —  актриса Варвара
- Іван Рижов —  старий
- Юрій Горобець —  партпрацівник
- Аркадій Щербаков —  партпрацівник

## Знімальна група
- Режисери:  Валерій Усков,  Володимир Краснопольський
- Сценарій:  Юрій Нагібін
- Оператор: Геннадій Черешко
- Художник: Владислав Расторгуєв
- Композитор:  Леонід Афанасьєв
- Текст пісень:  Сергій Гребенников,  Микола Добронравов